# نينتندو سوفتوير تكنلوجي
نينتندو سوفتوير تكنلوجي (بالإنجليزية: Nintendo Software Technology)‏ ، هي شركة أمريكية لصناعة الألعاب الفيديو وهي تابعة للشركة الأصلية اليابانية نينتندو ، أسست سنة 1998م.

## وصلات خارجية
- الموقع الرسمي.
- A group interview with NST about 1080º Avalanche
- Two-part interview with Shigeki Yamashiro, producer of 1080º Avalanche, and Vivek Melwani, lead game designer and director
- IGN profile